# Comme de bien entendu
Comme de bien entendu est le titre d'une chanson interprétée par Arletty et Michel Simon dans le film Circonstances Atténuantes sorti en 1939. Les paroles sont de Jean Boyer et la musique de Georges van Parys.

## Reprises
La chanson a été remise à l'honneur en 2002 par Patrick Bruel en duo avec Renaud sur l'album Entre deux.
Autre reprise, celle de Jean-Jacques Debout en 2013 sur son album Les Chansons des guinguettes.